# Cephalotes nilpiei
Cephalotes nilpiei är en myrart som beskrevs av De Andrade 1999. Cephalotes nilpiei ingår i släktet Cephalotes och familjen myror. Inga underarter finns listade.